# Gynatoma quadrilineata
Gynatoma quadrilineata är en tvåvingeart som beskrevs av Collin 1928. Gynatoma quadrilineata ingår i släktet Gynatoma och familjen dansflugor. Inga underarter finns listade i Catalogue of Life.